# 11789 Кемповскі
11789 Кемповскі (11789 Kempowski) — астероїд головного поясу, відкритий 5 вересня 1977 року.
Тіссеранів параметр щодо Юпітера — 3,805.